# 羅比克羅克 (愛達荷州)
羅比克里克（英語：Robie Creek）是位於美國愛達荷州博伊西縣的一個人口普查指定地區。

## 地理
羅比克里克的座標為43°40′09″N 116°01′33″W / 43.66917°N 116.02583°W，而該地最高點為海拔高度1400米（即4600英尺）。

## 人口
根據2010年美國人口普查的數據，羅比克里克的面積為78.08平方千米，當中陸地面積為77.92平方千米，而水域面積為0.16平方千米。當地共有人口1162人，而人口密度為每平方千米14.88人。